# شهرستان ماریون (ایندیانا)
شهرستان ماریون، ایندیانا (به انگلیسی: Marion County, Indiana) شهرستانی در ایالات متحده آمریکا است که در ایندیانا واقع شده‌است.